# Liste der Straßennamen von Frankfurt am Main/J

## Ja
Jacob-Schiff-Straße, Dornbusch (1935–1945 Mummstraße)
Jacob Henry Schiff (ursprünglich: Jakob Heinrich Schiff) (1847–1920), deutsch-amerikanischer Bankier jüdischer Herkunft, Philanthrop. Begründete eine Stiftung zur Errichtung eines ordentlichen Lehrstuhls für semitische Philologie an der Frankfurter Universität (heute Orientalisches Seminar). Während der  Nazi-Diktatur tilgt die Stadt sehr rasch ihre 1921 vergebene Ehrung Schiffs im Straßenbild.
- Dr. jur. Daniel Heinrich Mumm von Schwarzenstein (1818–1890), Frankfurter Oberbürgermeister 1867–1880

Jacobystraße, Ostend (1935–1945 Camphausenstraße)
Dr. Johann Jacoby (1805–1877), Arzt jüdischen Glaubens aus Königsberg, Mitglied des Frankfurter Vorparlaments. Radikaldemokrat. Frustriert hatte er danach an einen Freund geschrieben „Die Revolution … hat die Lehre erteilt, dass jede Revolution verloren ist, welche die alten, wohl organisierten Gewalten neben sich fortbestehen lässt.“
- Ludolf Camphausen (1803–1890), preußischer Staatsmann,

Jahnstraße, Nordend
Frisch, fromm, fröhlich, frei lautete die Maxime des Turnvaters Jahn. Friedrich Ludwig Jahn (1778–1852) war der sehr nationalistisch geprägte Begründer der Leibesübungen, aber auch ein Verfechter bürgerlicher Freiheiten. 1848 Abgeordneter zur Deutschen Nationalversammlung in der Paulskirche.
Jakob-Carl-Junior-Straße, Ostend
Bauunternehmer (1859–1946), stiftete ein Erholungsheim für Frankfurter Kinder in Vielbach (Westerwald)
Jakob-Heller-Straße, Dornbusch
Frankfurter Patriziergeschlecht, 1522 erloschen. Im Auftrag von dessen letztem Vertreter Jakob Heller (ca. 1460–1522), einem reichen, aber kinderlosen Tuchhändler und Ratsherr, schuf Albrecht Dürer nach 1500 ein Altargemälde für das Frankfurter Dominikanerkloster. Er stiftete diesem auch Altarbilder von Hans Holbein d. Ä., und Mathias Grünewald.
Jakob-Latscha-Straße, Ostend
Jakob Latscha (1849–1912), Frankfurter Kaufmann und Mäzen, Mennonit. Engagierte sich stark im sozialen Wohnungsbau, u. a. in Offenbach-Lohwald und Dreieich. Seine Lebensmittelkette, die zuletzt unter dem Namen HL-Markt figurierte, wurde 1977 von der REWE-Gruppe übernommen und nach und nach auch namentlich integriert.
Jakob-Leisler-Straße, Westend
Jakob Leisler (1640–1691) war ein vermutlich aus Bockenheim stammender Kolonialist. Von 1689 an führte er einen Aufstand in der zu England gehörenden Kolonie New York an. Er wurde wegen Hochverrats hingerichtet, später aber durch die Englische Krone rehabilitiert, was ihn aber auch nicht mehr lebendig machte. In gewissem Sinne Nachfahre von ihm ist Walther Leisler Kiep, eine vormalige CDU-Größe.
Jakobsbrunnenstraße, Fechenheim
Flurnamen. Anzunehmen ist, dass der Eigentümer der Flur, auf dem dieser Quell entsprang, auf den Vornamen Jakob hörte.
Jakob-Quirin-Weg, Harheim
Jakob Quirin (1922–1995), von 1948 bis 1972 letzter Bürgermeister der ehemals selbständigen Gemeinde Harheim.
Jaspertstraße, Preungesheim
August Jaspert (1871–1941), Rektor und Stadtrat, begründete 1920 das Kinderdorf Wegscheide im Spessart, ein ehemaliges Kriegsgefangenenlager aus dem Ersten Weltkrieg.

## Je
Jean-Albert-Schwarz-Straße, Praunheim
Jean Albert Schwarz (1873–1953), Lehrer in Frankfurt und Schulpolitiker
Jean-Gardner-Batten-Straße, Flughafen
Jean Gardner Batten (1909–1982), neuseeländische Pilotin, erzielte in den 1930er-Jahren zahlreiche Langstrecken- und Dauerrekorde im Alleinflug
Jean-Kempf-Weg, Bergen-Enkheim
Jean Kempf, eigentlich Johannes Kempf (1895–1960), SPD-Kommunalpolitiker, einer der Initiatoren für den Bau des Volkshauses, in dem er einige Zeit auch die Gaststätte führte. Von 1946 bis 1960 stellvertretender Bürgermeister der Gemeinde.
Jean-Monnet-Straße, Eschersheim
Jean Omer Marie Gabriel Monnet (1888–1979), französischer Staatsmann und Politiker. Er gilt als einer der Gründerväter der Europäischen Gemeinschaften.
Jean-Paul-Straße, Dornbusch
Jean Paul (1763–1825), eigentlich Johann Paul Friedrich Richter, deutscher Schriftsteller. Die Namensänderung geht auf Jean Pauls große Bewunderung für Jean-Jacques Rousseau zurück.
Jenaer Weg, Zeilsheim
Jena, Universitätsstadt in Thüringen
Jenny-Apolant-Weg, Ostend
Jenny Apolant (1874–1925), liberaldemokratische jüdische Frauenrechtlerin und Sozialpolitikerin, Stadtverordnete in der ersten Frankfurter Stadtverordnetenversammlung.

## Jo
Joachim-Becher-Straße, Westend
Johann Joachim Becher (1635–1682) war ein deutscher Alchemist, Arzt und Kameralist sowie Wirtschaftstheoretiker, der zeit seines Lebens für die Lenkung der Wirtschaft mit merkantilistischen Mitteln (Schutzzölle, Manufakturen) eintrat. - Benachbart sind weitere Straßen nach bedeutenden Chemikern benannt, insbesondere Führungskräften der I.G. Farben bzw. ihrer Vorgängergesellschaften; diese Wohnstraßen entstanden alle 1928 parallel zum Bau des I. G.-Farben-Hauses. Vorher befand sich auf diesem Gelände die Hundswiese. Sie diente zum Spazierengehen, für Versammlungen und als Fußballfeld für die Vorgängervereine der Eintracht.
Joachim-Biermann-Straße, Bockenheim
Joachim (Jockl) Biermann (1942–2002), engagierter Rödelheimer Lokalpolitiker und FDP-Stadtverordneter; Anfang der 1980er Jahre Abteilungsleiter des Tischtennisbundesligisten FTG Frankfurt.
Johann-Halske-Allee, Bockenheim
Johann Halske (1814–1890), deutscher Unternehmer. Gründete mit Werner von Siemens die Telegraphen-Bauanstalt von Siemens & Halske, lange schon Siemens AG.
Johanna-Kirchner-Straße, Praunheim
Johanna „Hanna“ Kirchner geb. Stunz (1889–1944) gebürtig in Frankfurt, war eine deutsche Widerstandskämpferin, von den Nazis in Berlin-Plötzensee hingerichtet.
Johanna-Melber-Weg, Sachsenhausen
Johanna Maria Textor (1734–1823), Tochter von Johann Wolfgang Textor und jüngere Schwester von Goethes Mutter Catharina Elisabeth, heiratete 1751 Georg Adolf Melber, Geheimrat.
Johanna-Spyri-Weg, Kalbach-Riedberg
Johanna Spyri (1827–1901), Schweizer Schriftstellerin und die „Mutter“ der bekannten Romanfigur Heidi, die sich in Frankfurt nicht wohlfühlte und sich nach den Schweizer Bergen zurücksehnte.
Johanna-Tesch-Platz, Riederwald
Johanna Tesch (1875–1945) war eine Frankfurter Sozialdemokratin. Abgeordnete in der Weimarer Nationalversammlung und im Reichstag. Wurde während des Naziregimes im KZ Ravensbrück ermordet. Einzige nach einer Frau benannte Straße im Riederwald, alle übrigen tragen die Namen von Männern.
Johanna-Zittel-Straße, Gallus
Johanna Zittel geb. Wertheimer (1890–1959), führte ab 1931 in der Ackermannstraße 43 ein gut gehendes Lebensmittelgeschäft, das einer der Mittel-/Treffpunkte der neuen Siedlung war;  das letzte Opfer der NS-Deportationen im Gallus, nach Theresienstadt deportiert, überlebte und kam 1945 mit einem schweren Herzleiden nach Frankfurt zurück.
Johann-Beyer-Weg, Kalbach-Riedberg
Dr. Johann Hartmann Beyer (1563–1625), Frankfurter Arzt, Mathematiker, Ratsherr, Bürgermeister und Stifter
Johannesallee, Unterliederbach
nach der dortigen St. Johanneskirche
Johannes-Lamp-Straße, Niederrad
Johannes Lamp (1881–1956), geb. in Siershahn (Westerwald), war 37 Jahre Pfarrer in der katholischen Kirchengemeinde Niederrad von 1917 bis 1954. Unter seiner Regie wurde 1932 die neue Katholische Kirche gebaut und nach ihrer Zerstörung 1944 wieder errichtet
Johann-Georg-Elser-Straße, Kalbach-Riedberg
Georg Elser (1903–1945), führte 1939 in Eigenregie das fehlgeschlagene Attentat auf Adolf Hitler im Bürgerbräukeller zu München durch, wurde an der schweizerischen Grenze aufgegriffen und ins KZ Sachsenhausen, später das KZ Dachau verbracht, wo ihm nach Kriegsende der Prozess gemacht werden sollte. Kurz vor Eintreffen der Alliierten in Dachau wurde er ermordet
Johann-Georg-Fahr-Anlage, Kalbach
Johann Georg Fahr (1836–1916), gründete 1870 in Gottmadingen am Bodensee die Maschinenfabrik Fahr, die heute als eine der größten Traktorenfabriken Europas gilt.
Johann-Halske-Allee, Bockenheim
Johann Georg Halske (1814–1890), deutscher Unternehmer. Gründete mit Werner Siemens die Telegraphenanstalt Siemens & Halske, lange schon in der Siemens AG aufgegangen.
Johann-Klohmann-Straße, Sossenheim
Johann Klohmann (1827–1892), Bürgermeister von Sossenheim von 1877 bis zu seinem Tod.
Johann-Klotz-Straße, Niederrad
Die Oberförster Johann Daniel Klotz und Johann Hermann Klotz erwarben sich in ihrer Dienstzeit 1739–1766 große Verdienste um die Aufforstung des Frankfurter Stadtwaldes.
Johann-Sittig-Straße, Sindlingen
Johann Sittig (1894–1961), Stadtbezirksvorsteher im Stadtteil Sindlingen
Johann-Usener-Straße, Bergen-Enkheim
Johann Heinrich Usener, Amtmann in Bergen von 1776 bis 1815. Seine Chronik vom Amt Bornheimerberg, ab 1796, vermittelt uns noch heute ein anschauliches Bild der damaligen Geschehnisse während seiner Amtszeit. Sein Sohn Dr. Friedrich Philipp Usener (1773–1867) wurde Frankfurter Senator und Schöffe. Friedrich Philipps Bilder sind für die Geschichtsforschung wertvolle Quellen und befinden sich im Historischen Museum in Frankfurt am Main.
Jordanstraße, Bockenheim
Wilhelm Jordan (1819–1904), Dichter und Schriftsteller, gebürtig in Insterburg/Ostpreußen, war Abgeordneter der Mark Brandenburg in der 1849 in Frankfurt tagenden Deutschen Nationalversammlung. Er blieb danach bis zu seinem Tod in Frankfurt.
Josbacher Straße, Gallus
Niederjosbach, Stadtteil von Eppstein oder Oberjosbach, Stadtteil von Niedernhausen, das ist die Frage. Die beiden, nur wenige Kilometer auseinander liegenden Orte, verbindet der Josbach und trennt nicht nur eine Gemeinde-, sondern sogar eine Kreisgrenze.
Josef-Bautz-Straße, Kalbach
Franz Josef Bautz (1874–1953), 1890 Mitgründer der inzwischen untergegangenen Bautz AG, Hersteller von Landmaschinen und Traktoren in Bad Saulgau/Oberschwaben.
Josef-Benner-Weg, Nied
Josef Benner (1864–1933), ehemaliger Postmeister in Frankfurt-Nied
Josef-Dey-Weg, Höchst
Josef Dey (1874–1960), Verwaltungsdirektor und Mitbegründer des Bauvereins für Höchst und Umgebung.
Josef-Eicher-Straße, Kalbach
Josef Eicher (1906–1984), Mitbegründer der Gebr. Eicher Traktorenfabrik in Forstern/Oberbayern. 1947 Hersteller des ersten luftgekühlten Dieselmotors für den Einsatz im Schlepper. Seit 1992 ist die Produktion in Deutschland eingestellt.
Josef-Fenzl-Straße, Höchst
Josef Fenzl (1957–1997), Höchster Lehrer und Historiker
Josef-May-Straße, Rödelheim (1935–1945 Treisberger Straße, früher Spitalstraße)
Die Kinder des jüdischen Ehepaars Joseph Hirsch (1798–1865) und Hannchen May († 1872) stifteten 1874 ein Spital und Altersheim für christliche und jüdische Bürger Rödelheims.
- Treisberg, Ortsteil von Schmitten (Hochtaunus)

Josef-Wirmer-Straße, Praunheim
Josef Wirmer (1901–1944), deutscher Jurist und Widerstandskämpfer gegen den Nationalsozialismus. Hingerichtet in Berlin-Plötzensee
Joseph-von-Fraunhofer-Straße, Kalbach-Riedberg
Joseph von Fraunhofer (1787–1826), deutscher Physiker und Optiker, begründete den wissenschaftlichen Fernrohrbau. Nach ihm benannt ist die Fraunhofer-Gesellschaft zur Förderung der angewandten Forschung e. V.
Josephskirchstraße, Eschersheim
nach der dort angesiedelten, 1914 geweihten katholischen Kirche St. Josef.

## Ju
Juchostraße, Ostend
Dr. Friedrich Siegmund Jucho (1805–1884), Rechtsanwalt und Notar, liberaler Verfechter eines demokratischen Deutschland, wofür er in Untersuchungshaft genommen wurde. Abgeordneter zur Frankfurter Nationalversammlung 1848
Jügelstraße, Bockenheim
Christian Carl Jügel (1783–1869), Frankfurter Verleger. Seine Stiftung ermöglichte den Bau des Jügelhauses, eines Hauptgebäudes der Goethe-Universität.
Jugenheimer Straße, Niederrad
Jugenheim, Ortsteil von Seeheim-Jugenheim im Landkreis Darmstadt-Dieburg
Julius-Brecht-Straße, Frankfurter Berg
Dr. Julius Brecht (1900–1962), deutscher Politiker. Ab 1940 Präsident des Reichsverbandes der deutschen gemeinnützigen Wohnungsunternehmen. Von 1948 bis 1950 Direktor des Verbandes Norddeutscher Wohnungsunternehmen. 1951 wurde er Direktor des Gesamtverbandes gemeinnütziger Wohnungsunternehmen. 1957–1962 Bundestagsabgeordneter der SPD.
Julius-Heyman-Straße, Nordend (1938–1948 Palmstraße)
Julius Heyman (1863–1925), Bankier jüdischen Glaubens, vermachte der Stadt Frankfurt sein Haus in der Palmstraße mit einer bedeutenden Antiquitäten- und Kunstsammlung
- Johann Philipp Palm (1766–1806), Buchhändler, verlegte 1806 eine anonyme antifranzösische Schrift, wofür er auf Befehl Napoleons erschossen wurde.

Julius-Leber-Weg, Sossenheim
Julius Leber (1891–1945), SPD-Reichstagsabgeordneter seit 1924, jedoch 1933 von den Nazis aus dem Parlament gedrängt und ins KZ gesteckt, 1945 in Berlin-Plötzensee als Widerstandskämpfer hingerichtet.
Julius-Munk-Anlage, Gallus
Dr. Julius Munk (1901–1945), Häftlingsarzt im ehemaligen KZ-Außenlager „Katzbach“ und Widerstandskämpfer. Das KZ Katzbach befand sich ganz in der Nähe, auf dem Werksgelände  der Frankfurter Adlerwerke zwischen Kleyer- und Weilburger Straße, eine Gedenktafel am denkmalgeschützten Werksgebäude in der Kleyerstraße erinnert an den Ort und die vielen Opfer (s. a. Golub-Lebedenko-Platz).
Juliusstraße, Bockenheim
Kommerzienrat Julius Wurmbach (1831–1901), Industrieller, Vizebürgermeister von Bockenheim, Vorstandsmitglied der Frankfurter Handelskammer. Nach ihm ist auch die Wurmbachstraße benannt.
Junghofstraße, Innenstadt
Nach einem bereits im 14. Jahrhundert erwähnten Gutshof, der einem Bürger namens Jung gehörte.
Jungmannstraße, Griesheim
Kaspar Jungmann (1818–1906), Lehrer in Griesheim
Jungstraße, Bockenheim
Rudolf Jung (1859–1922), ab 1887 Direktor des Frankfurter Stadtarchivs.
Jürgen-Ponto-Platz, Bahnhofsviertel
Jürgen Ponto (1923–1977), Vorstandssprecher der Dresdner Bank AG, wurde 1977 in seinem Wohnort Oberursel von Terroristen der Rote Armee Fraktion ermordet. Der Platz zwischen dem Hochhaus Silberturm und der Kaiserstraße trägt seitdem seinen Namen.
Justinianstraße, Nordend
Justinian von Holzhausen (1502–1553), Stadtschultheiß 1552, als Frankfurt von den Fürsten des Schmalkaldischen Bundes belagert und dabei sein Holzhausen-Schloss niedergebrannt wurde.
Justinuskirchstraße und Justinusplatz, Höchst
Die Justinuskirche ist das älteste erhaltene Baudenkmal Frankfurts, noch aus karolingischer Zeit (um 850) stammend. Nach dem Heiligen Justin der Bekenner aus Rom benannt. Für Touristen etwas verwirrend ist die Tatsache, dass nicht etwa die Justinuskirche, sondern die (neoromanische) Josefskirche in der Justinuskirchstraße steht.